# Calvin Fowler
Calvin Bernard Fowler sr. (Pittsburgh, 11 febbraio 1940 – Burlington, 5 marzo 2013) è stato un cestista statunitense, vincitore della medaglia d'oro alle Olimpiadi di Città del Messico 1968 con la Nazionale USA e di seguito  professionista nella ABA nella stagione 1969-1970 coi Carolina Cougars.

## Palmarès
- Coppa Intercontinentale: 2

Akron Wingfoots: 1967, 1968
- Campione AAU: 1

Akron Wingfoots: 1967